# Lycaena aestiva
Lycaena aestiva är en fjärilsart som beskrevs av Turati och Krüger 1936. Lycaena aestiva ingår i släktet Lycaena och familjen juvelvingar. Inga underarter finns listade i Catalogue of Life.